# Загнанськ
Загнанськ (пол. Zagnańsk) — село в Польщі, у гміні Загнанськ Келецького повіту Свентокшиського воєводства.
Населення — 2231 особа (2011).
У 1975-1998 роках село належало до Келецького воєводства.

## Демографія
Демографічна структура на день 31 березня 2011 року:
|          | Загалом | Допрацездатний вік | Працездатний вік | Постпрацездатний вік |
| -------- | ------- | ------------------ | ---------------- | -------------------- |
| Чоловіки | 1110    | 207                | 773              | 130                  |
| Жінки    | 1121    | 173                | 633              | 315                  |
| Разом    | 2231    | 380                | 1406             | 445                  |